# 約翰戴伊

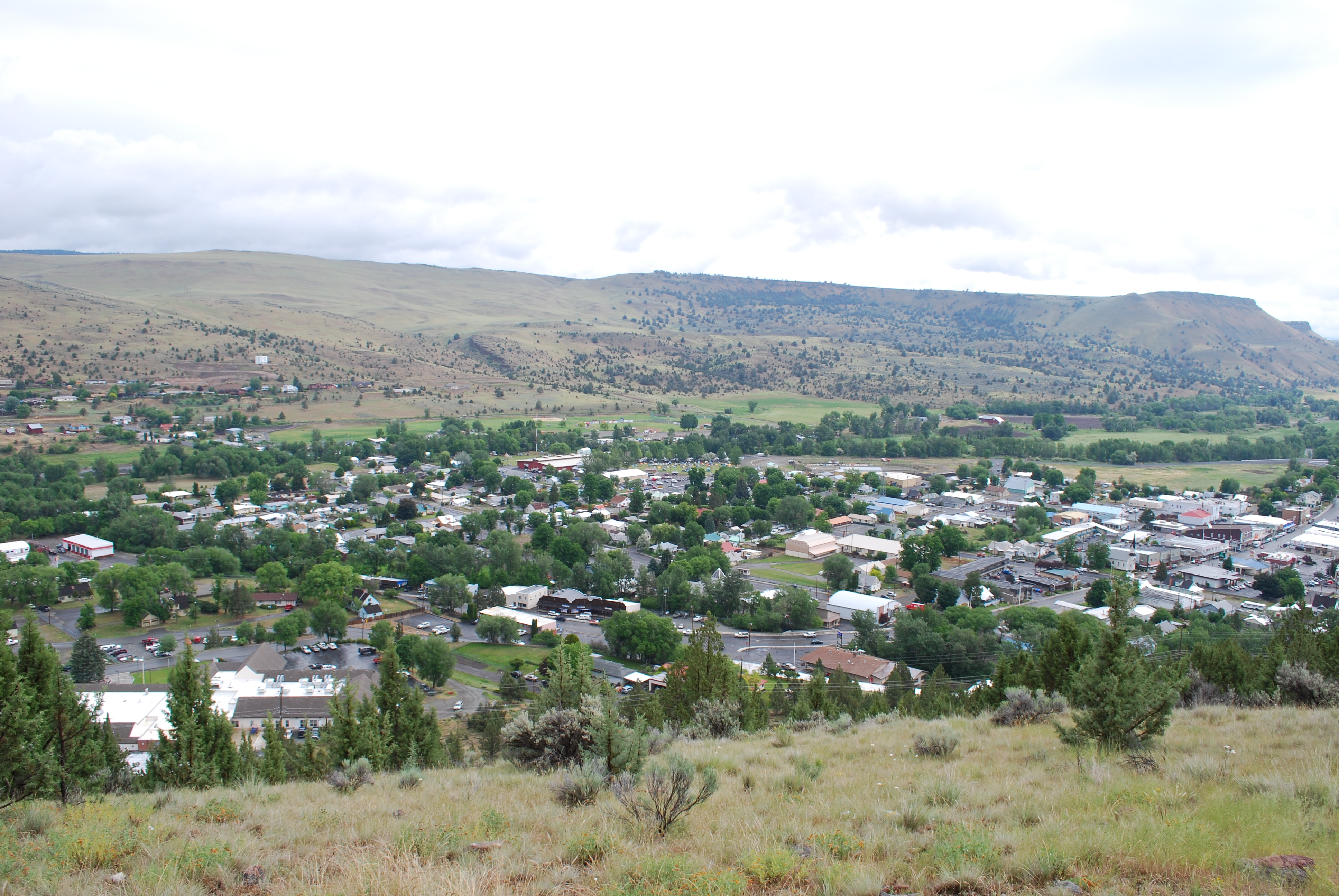
約翰戴伊

約翰戴伊（英語：John Day）是美國奧勒岡州格蘭特縣的一座城市，人口1,664人。約翰戴伊的名稱來自於鄰近的約翰戴伊河，哥倫比亞河的支流。